# モン・ペルデュ
モン・ペルデュ（フランス語: Mont Perdu）またはモンテ・ペルディード(スペイン語: Monte Perdido)は、ピレネー山脈中央部の山。山頂はスペイン・アラゴン州ウエスカ県北部に所在するが、山体はスペインとフランスにまたがっている。

## 名称
フランス語ではモン・ペルデュ(Mont Perdu)、スペイン語ではモンテ・ペルディード(Monte Perdido)、アラゴン語ではMont Perdito、カタルーニャ語ではモント・パルドゥット(Mont Perdut)。すべての言語の名称が「失われた山」または「迷子の山」という意味を持ち、ガヴァルニー圏谷とエストベ圏谷のピークが存在することでフランス側からは見えないことに由来する。日本語ではペルデュ山やペルディド山などとも表記される。ガヴァルニー圏谷からなる石灰質の山塊、およびその山頂群や稜線群、そしてモン・ペルデュそれ自体のピークなどを総称してモン・ペルデュ山塊 (Massif du Mont Perdu)という場合がある。ガヴァルニー圏谷に懸る滝は落差422mで欧州一の高さがある。

## 標高
モン・ペルデュの正確な標高には諸説あるが、ユネスコによれば山頂の標高は3,352mであり、ピレネー山脈ではアネト山(3,404m)とポセッツ峰(3,369m)に次いで3番目に高い山である。石灰質の山としてはヨーロッパ最高峰である。
また、南北両側の気候も風景も全く違う。北斜面は湿度の高い海洋性気候で、3つのカールがあるのに対し、南斜面は乾燥した地中海性気候で、深い峡谷がある。

## 登山
フランス側から登るよりもスペイン側から登る方が容易である。オルデサ渓谷にあるトルラの村の近くから登山道が始まり、頂上に到達する前にゴリス避難小屋に向かってソアソ圏谷を越える。雪の中を登るため危険性がはらんでいる。

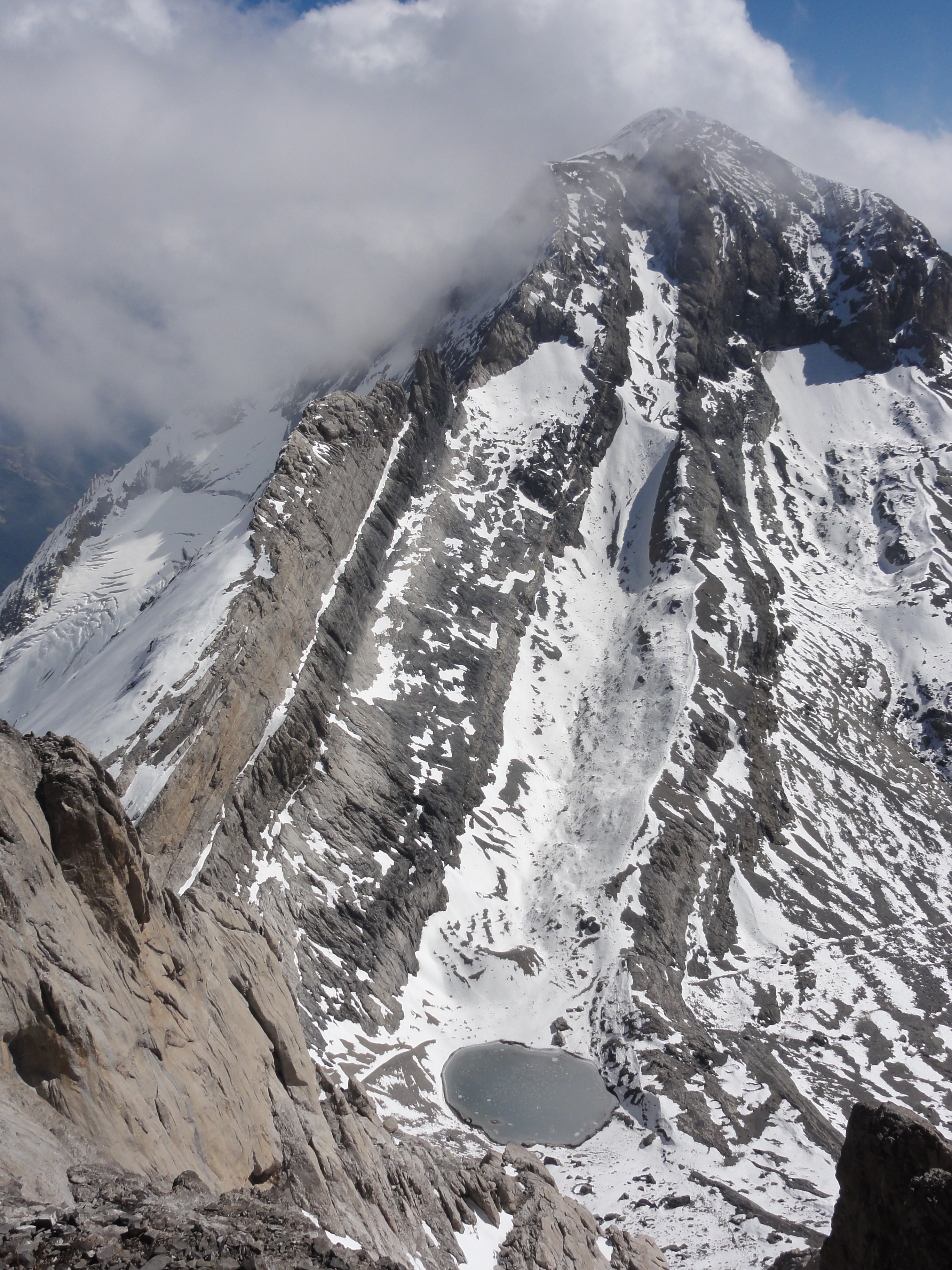
シリンドロから見たモン・ペルデュ
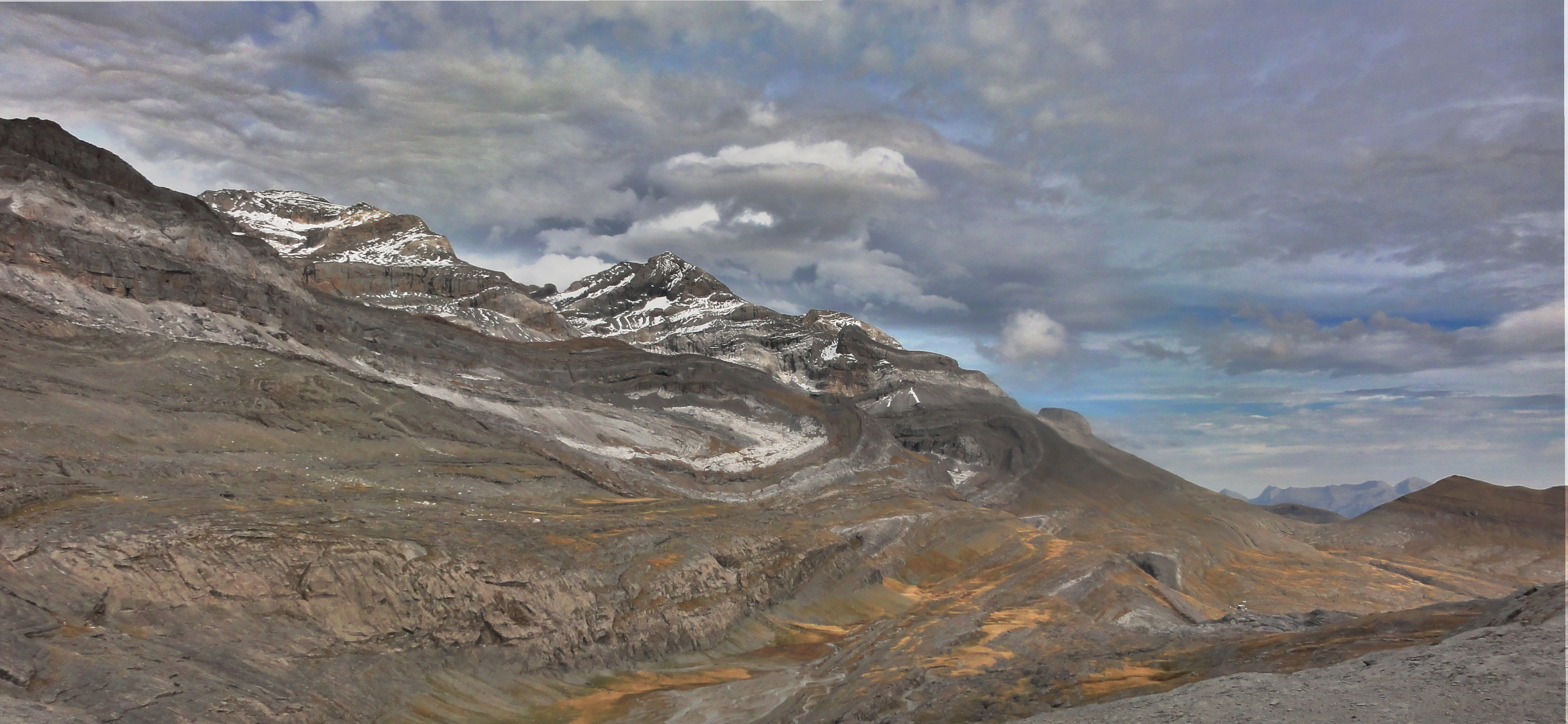
西方から見たモン・ペルデュ
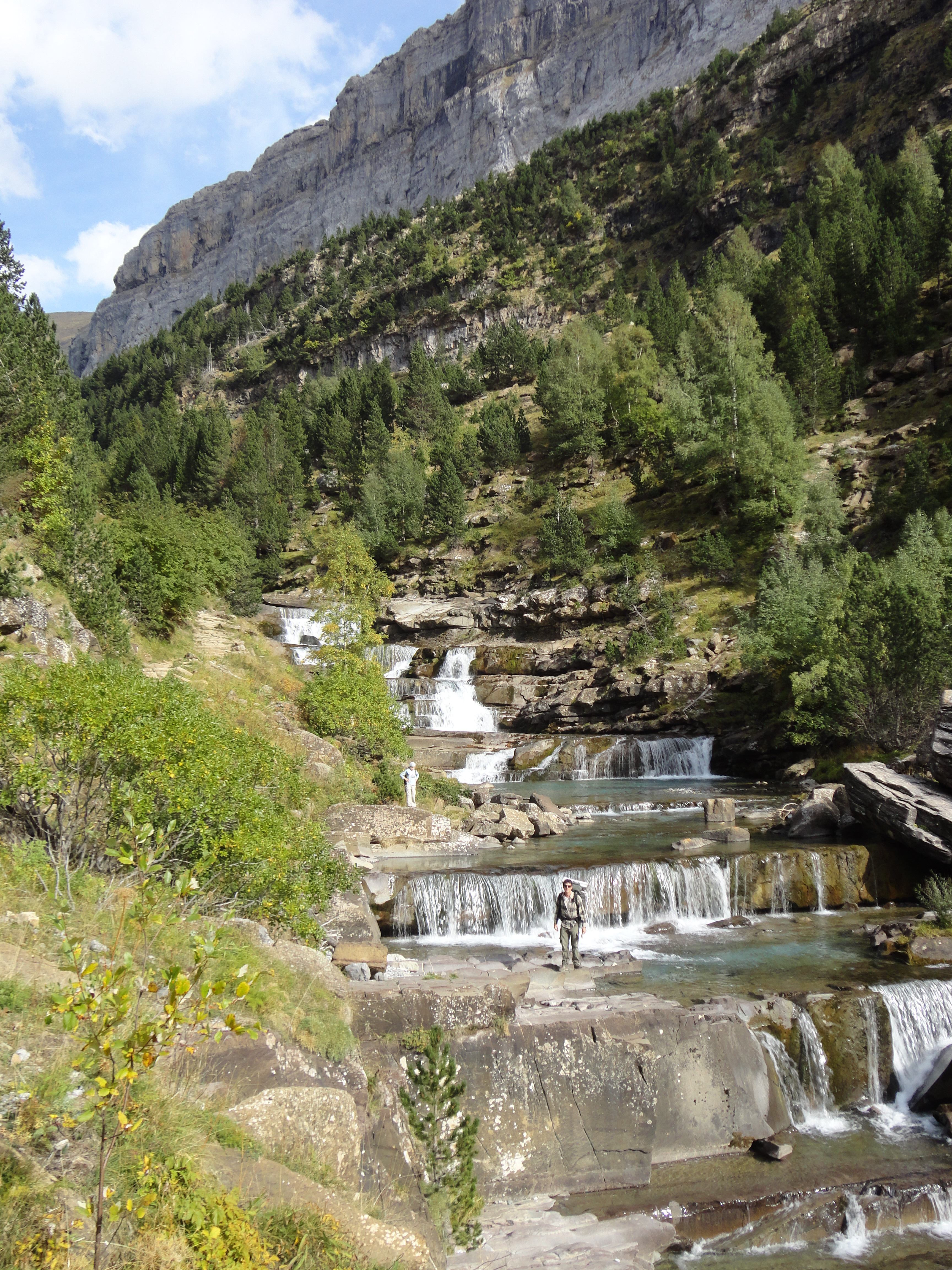
アラサス川
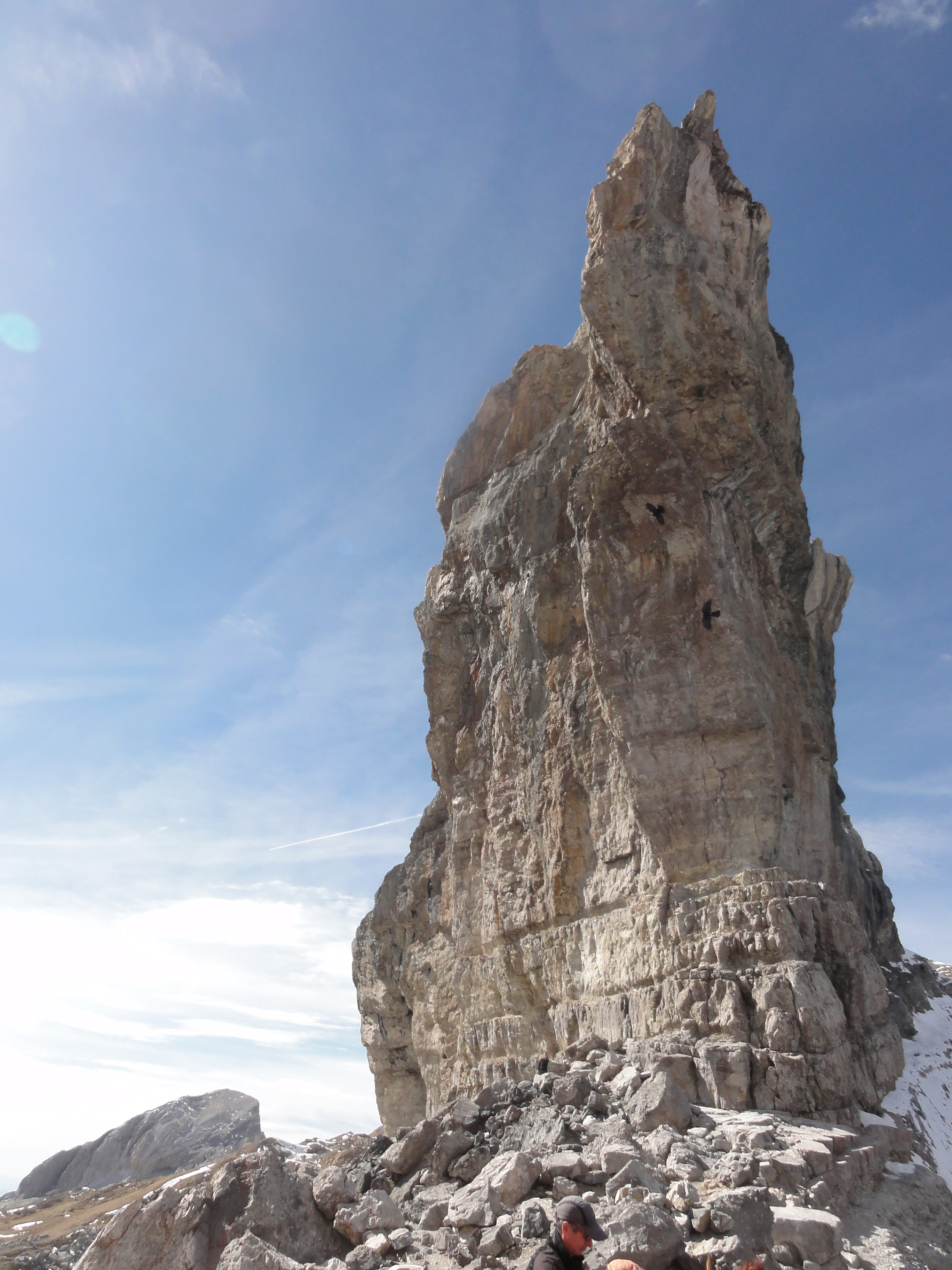
ブレチャ・デ・ロランド
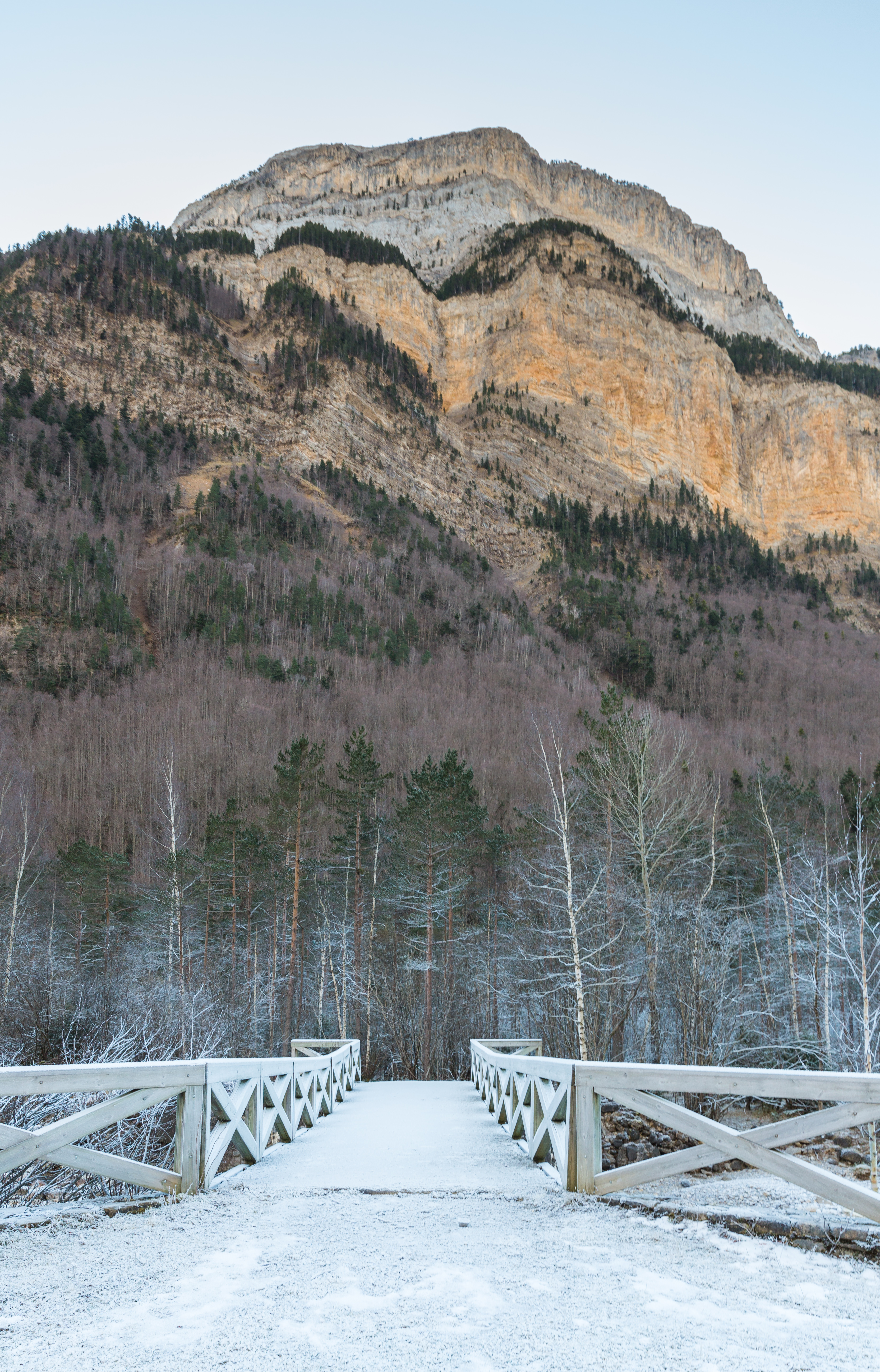
冬季のモン・ペルデュ西方のピーク
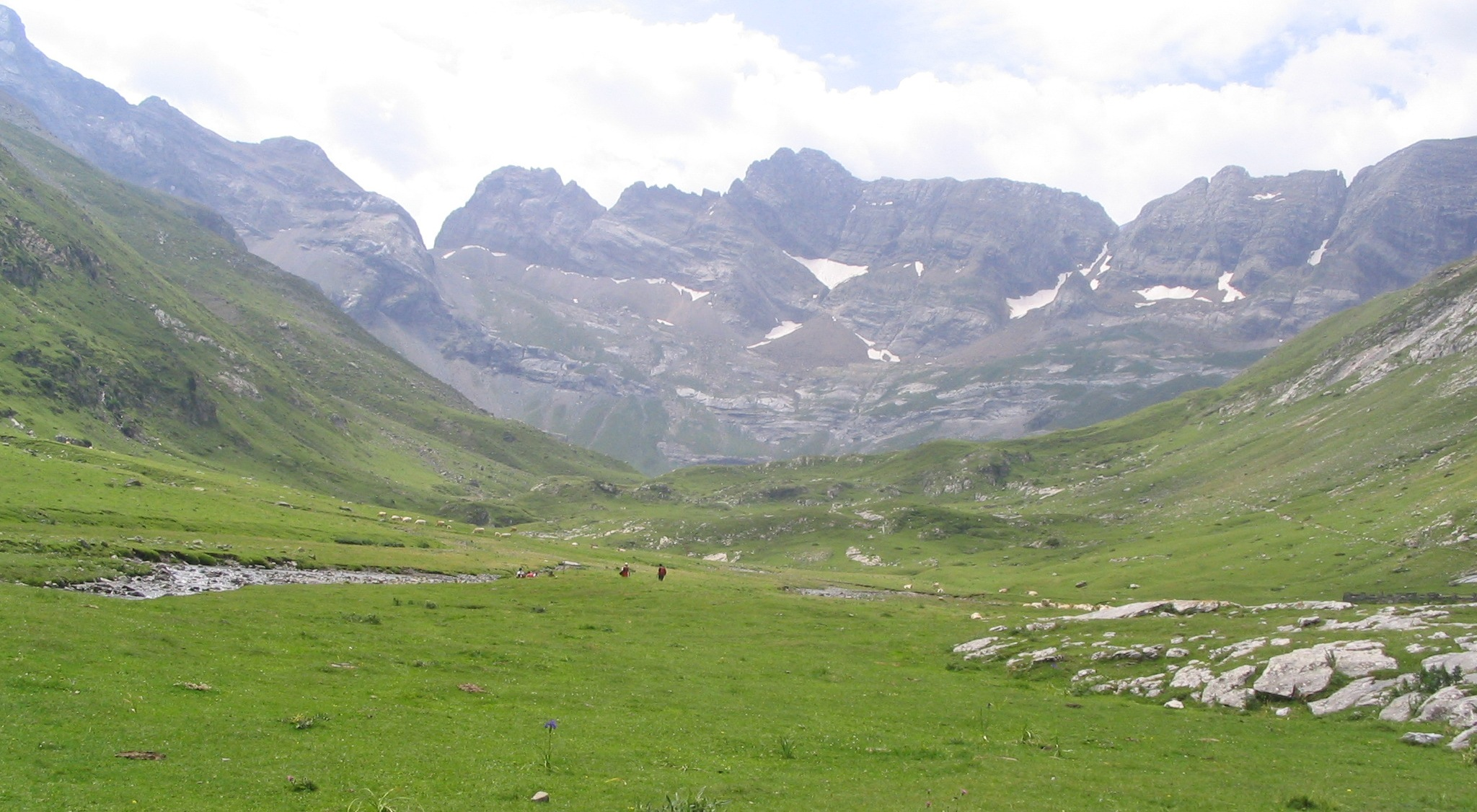
フランス側のエスタルベ圏谷
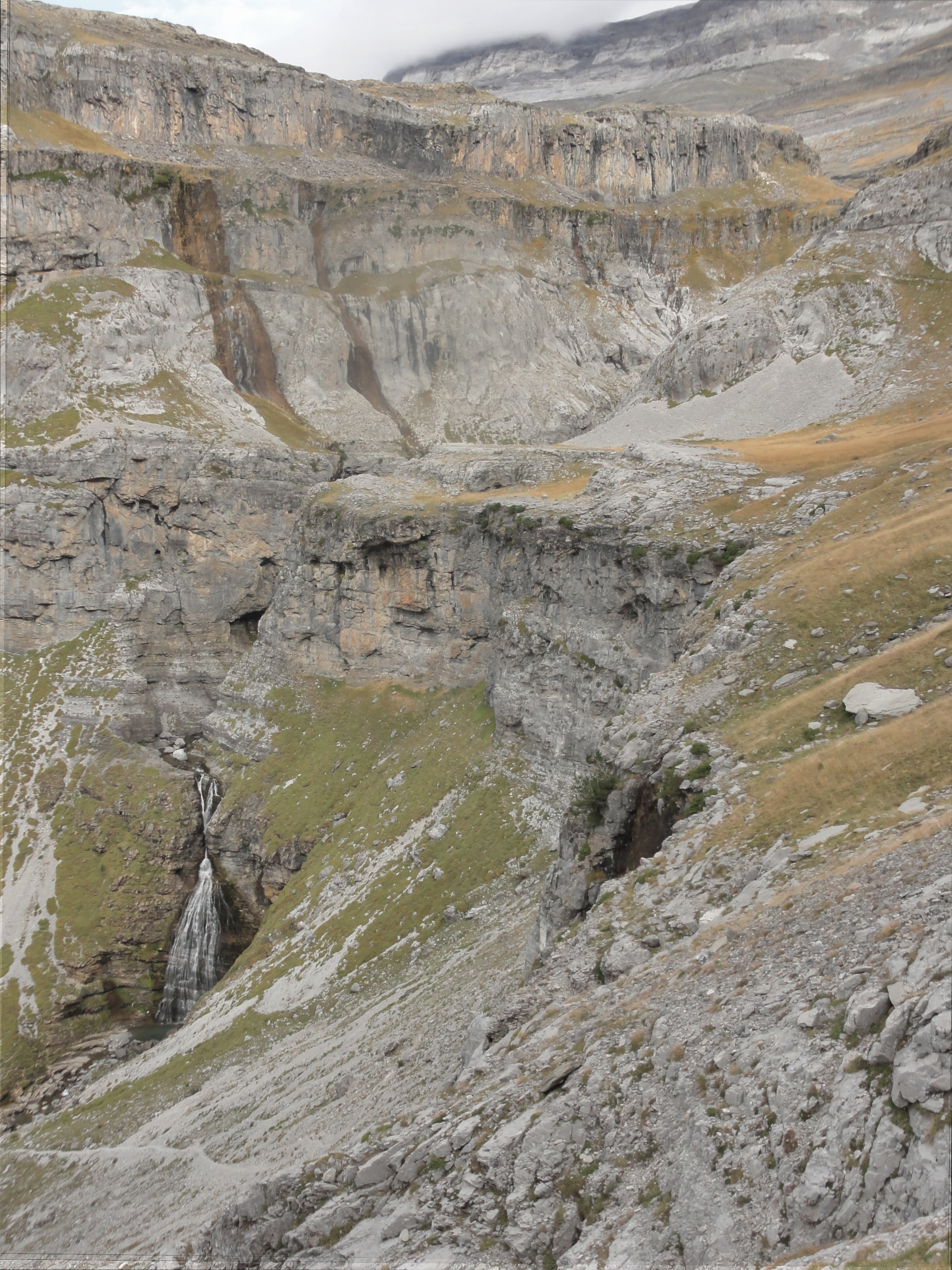
小さな滝
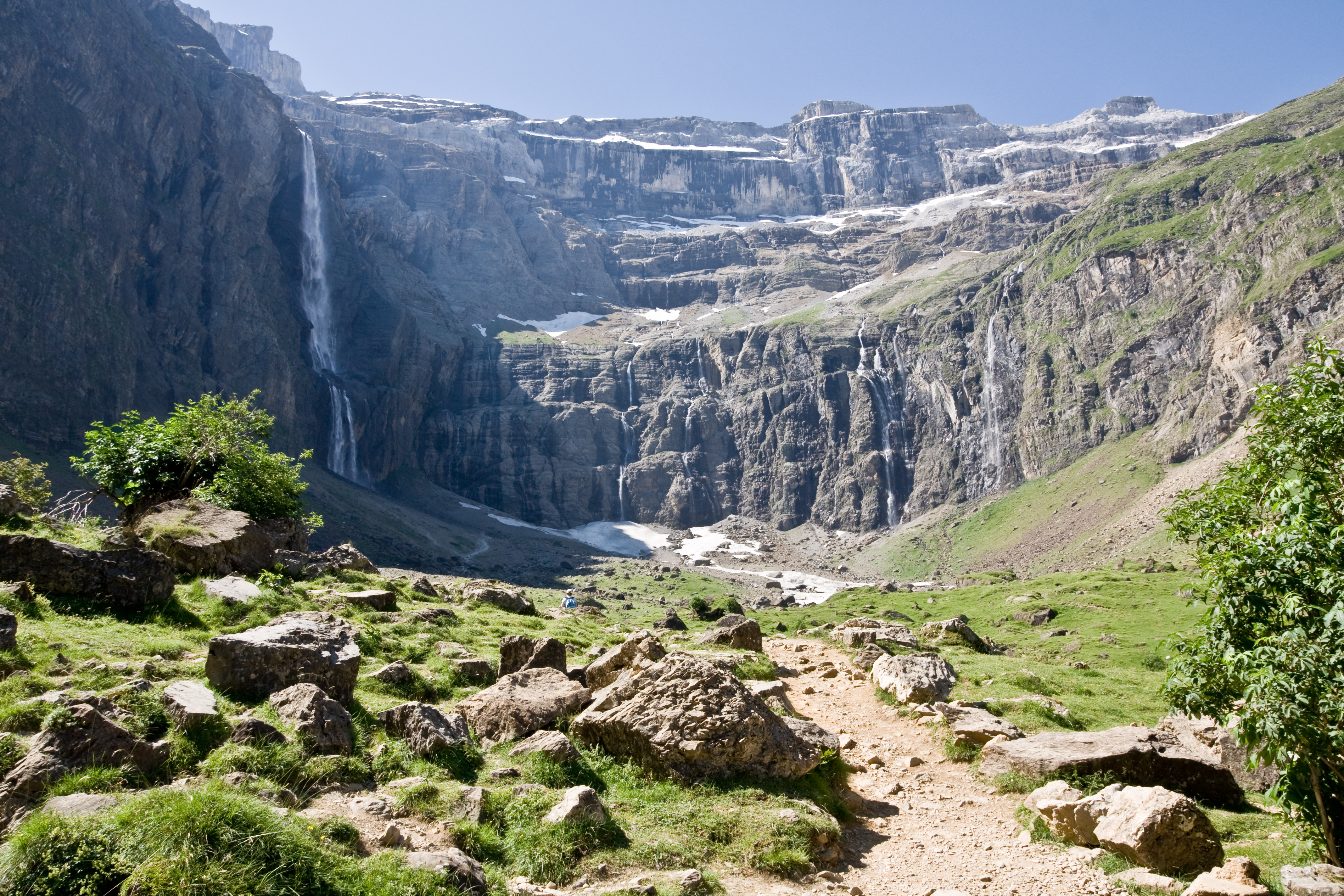
ガヴァルニー滝

## 国立公園
1918年にはスペイン政府によって21km2の範囲がオルデサ・イ・モンテ・ペルディード国立公園が設置された。この国立公園はアストゥリアス地方のピコス・デ・エウロパ国立公園とともにスペインで最初に制定された2か所の国立公園のひとつである。現在は範囲が156km2まで拡大しており、アニスクロ峡谷全体が組み込まれている。この国立公園には1,500種以上の植物が生育しており、171種の鳥類、32種の哺乳類、8タイプの爬虫類が生息している。翼幅が300cmを超えるヒゲワシはこの地域でもっとも壮観な野生生物であり、ピレネー山脈はこれらの鳥類を見ることができるヨーロッパで数少ない場所のひとつである。珍しい植物のカラフトアツモリソウも生えている。

## 世界遺産
この山を中心とするフランス・スペイン国境付近一帯は、「トレス・セロルス＝モン＝ペルデュ」(Tres Serols-Mont-Perdu) もしくは「ピレネー山脈のモン・ペルデュ」(Pyrénées-Mont Perdu) の名で、世界遺産に登録（ID773）されている（前者は国連環境計画の「保護区・世界遺産リスト」での名称、後者はユネスコの「世界遺産リスト」での名称である）。

### 登録範囲
- スペイン側
オルデサ・イ・モンテ・ペルディード国立公園とそれに付随するビエルサ（英語版）、ファンロ（英語版）、プエルトラス（英語版）、テジャ＝シン（英語版）、トルラ（英語版）などの地域。
同国立公園はアラゴン州にあり、オルデサ渓谷（英語版）、アニスクロ渓谷、ピネタ渓谷など、ヨーロッパで最も奥深い地を含んでいる。中腹の景観は何世紀にも渡る段々畑や牧畜生活によって蓄積されたものであり、この峻厳な環境に適応して暮らしてきた農牧民の生活文化を今に伝える貴重なものである。特にヨーロッパでは非常に珍しい家畜の移牧も行われる[2]。
- フランス側
ピレネー国立公園の一部、すなわちガヴァルニー圏谷、エスタルベ圏谷、トルムーズ圏谷、バルード岩壁など。およびこの国立公園の周辺のコミューンであるアラニュエ、ガヴァルニー、ジェドル。
国立公園に含まれる各圏谷や岩壁は、山頂付近では氷河によって形成された威容を示している。また、中腹で整備されている牧場や高地の納屋などは、今なお息づくピレネーの農牧畜文化の例証となっている。スペイン側の農民は先祖代々の合意により、フランス側で家畜の群れを放牧することもある[2]。
近隣コミューンのうち、ガヴァルニーは他の世界遺産「フランスのサンティアゴ・デ・コンポステーラの巡礼路」の一部としても登録されている。また、ジェードル村の550ha分は、1999年の拡張の際に追加されたものである（この時の拡張は、この550ha分のみ）。

### 登録基準
この世界遺産は世界遺産登録基準のうち、以下の条件を満たし、登録された（以下の基準は世界遺産センター公表の登録基準からの翻訳、引用である）。
- (3) 現存するまたは消滅した文化的伝統または文明の、唯一のまたは少なくとも稀な証拠。
- (4) 人類の歴史上重要な時代を例証する建築様式、建築物群、技術の集積または景観の優れた例。
- (5) ある文化（または複数の文化）を代表する伝統的集落、あるいは陸上ないし海上利用の際立った例。もしくは特に不可逆的な変化の中で存続が危ぶまれている人と環境の関わりあいの際立った例。
- (7) ひときわすぐれた自然美及び美的な重要性をもつ最高の自然現象または地域を含むもの。
- (8) 地球の歴史上の主要な段階を示す顕著な見本であるもの。これには生物の記録、地形の発達における重要な地学的進行過程、重要な地形的特性、自然地理的特性などが含まれる。